# Roy Goodall
Frederick Roy Goodall (31. december 1902 – 19. januar 1982) var en engelsk fodboldspiller og -træner, der tilbragte hele sin aktive karriere som forsvarer hos det daværende storhold Huddersfield Town. Han vandt tre engelske mesterskaber og en FA Cup-titel med klubben.
Goodall spillede desuden 25 kampe for Englands landshold, som han debuterede for 17. april 1926 i et opgør mod Skotland.
Fra 1945 til 1949 var han træner for Mansfield Town.

## Titler
Engelsk Mesterskab
- 1924, 1925 og 1926 med Huddersfield Town

FA Cup
- 1922 med Huddersfield Town

Charity Shield
- 1922 med Huddersfield Town